# Vicky Grau
Vicky Grau (* 8. April 1975 in Sant Julià de Lòria) ist eine ehemalige alpine Skiläuferin aus Andorra.

## Biografie
Die Slalomspezialistin war von Anfang der 1990er-Jahre bis 2002 aktiv. In diesem Zeitraum startete sie bei den meisten Slalomrennen des Alpinen Skiweltcups, scheiterte aber oft an der Qualifikation für den zweiten Durchgang. Im  November 1998 gelang ihr jedoch in Park City ein 19. Rang und damit der Gewinn von Weltcuppunkten. Diese Punkte waren die ersten für einen Skiläufer aus Andorra seit Einführung des Skiweltcups 1967. Eine weitere Punkteplatzierung war der 26. Rang im Slalom von Sestriere 2000.
Vicky Grau vertrat Andorra viermal bei Olympischen Winterspielen und nahm an fünf Alpinen Weltmeisterschaften (Morioka 1993, Sierra Nevada 1996, Sestriere 1997, Vail 1999, St. Moritz 2001) teil. Außer im Slalom startete sie vereinzelt auch im Riesenslalom sowie im Super-G, die besten Ergebnisse erzielte sie aber in ihrer Spezialdisziplin. Bei den Olympischen Spielen waren dies Platz 19 in Nagano 1998 und Platz 24 in Salt Lake City 2002, die besten WM-Ergebnisse von Grau waren Rang 16 in der Sierra Nevada 1996 sowie Rang 19 in Vail 1999.